# Jason Davis (színművész, 1984–2020)
Jason Davis (Salt Lake City, Utah, 1984. október 14. – Los Angeles, Kalifornia, 2020. február 16.) amerikai gyerekszínész, színész.

## Filmjei
- Roseanne (1993–1995, három epizódban)
- Dave világa (Dave’s World) (1994, egy epizódban)
- The Crude Oasis (1995)
- Beverly Hills-i nindzsa (Beverly Hills Ninja) (1997)
- Hetedik mennyország (7th Heaven) (1997, három epizódban)
- A jövevény (The Locusts) (1997)
- Szünet (Recess) (1997–2001, hang, 129 epizódban)
- Reggeli Einsteinnel! (Breakfast with Einstein) (1998)
- Maffia! (Mafia!) (1998)
- Csúcsformában (Rush Hour) (1998)
- Nincs több suli (Recess: School’s Out) (2001, hang)
- Recess Christmas: Miracle on Third Street (2001, hang)
- Recess: Taking the Fifth Grade (2003, hang)
- Recess: All Growed Down (2003, hang)
- A mélység fantomja (Surface) (2005, egy epizódban)
- Botrányos pomponlányok (Fab Five: The Texas Cheerleader Scandal) (2008, tv-film)
- Fallen Angel (2013, rövidfilm)
- He Don’t Got Game (2014, egy epizódban)
- The Bathroom Diaries (2014, egy epizódban)